# Odèn
Odèn – gmina w Hiszpanii, w prowincji Lleida, w Katalonii, o powierzchni 113,87 km². W 2011 roku gmina liczyła 268 mieszkańców.